# Zwitserse parlementsverkiezingen 1887
De Zwitserse parlementsverkiezingen van 1887 vonden plaats op 30 oktober 1887. Er werden 145 leden van de Nationale Raad verkozen. De linkse radicalen bleven bij deze verkiezingen de grootste formatie in de Nationale Raad met 73 van de 145 zetels. De veertiende legislatuur die hierop volgde ging van start op 5 december 1887 en duurde drie jaar.

## Verloop van de verkiezingen

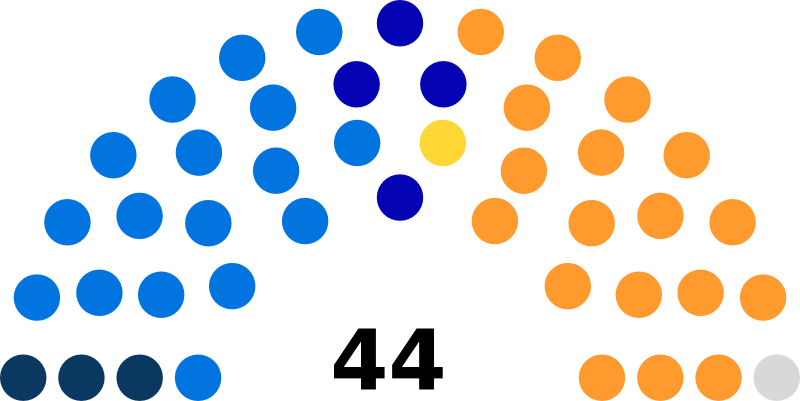
Zetelverdeling in de Kantonsraad.

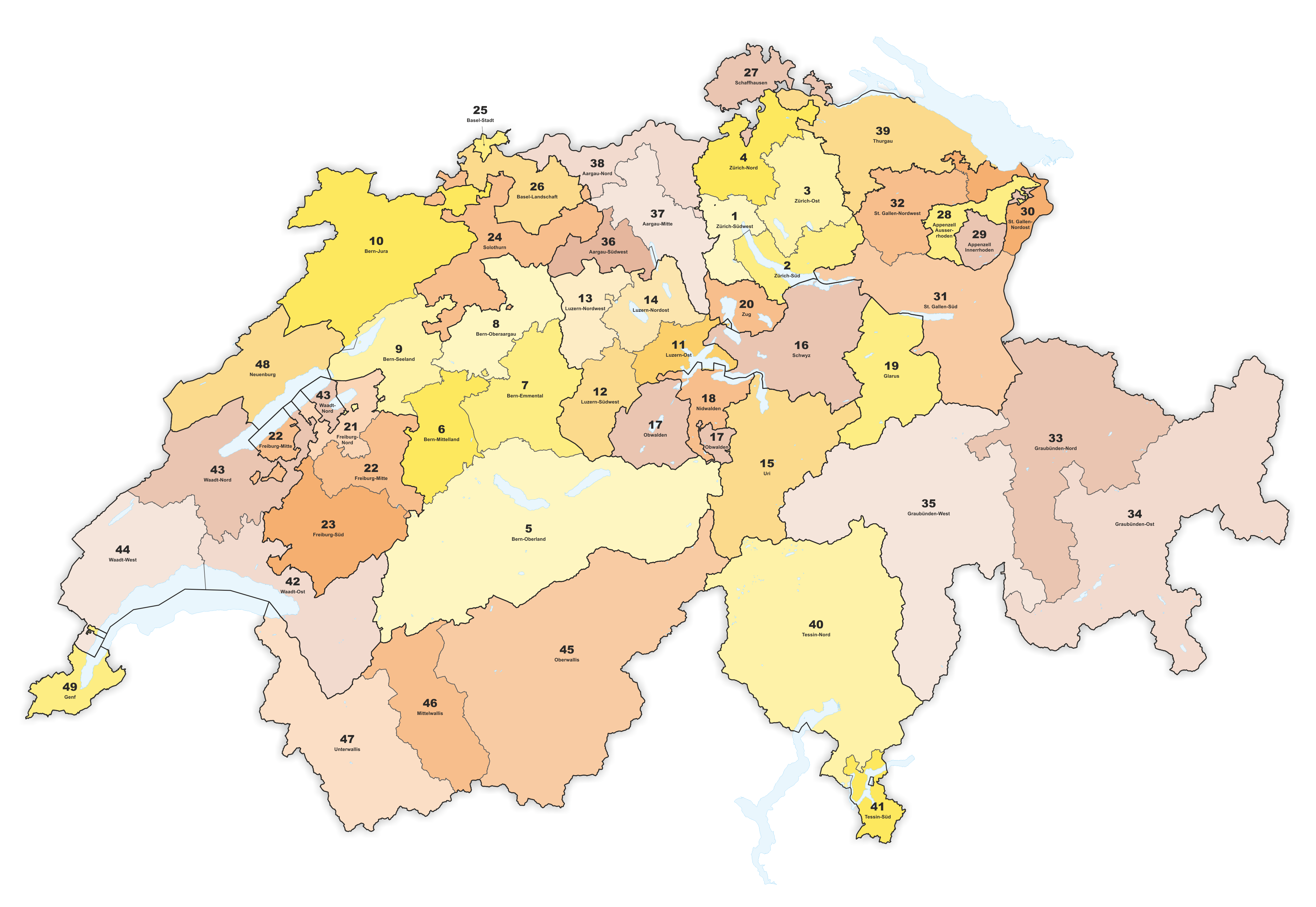
De 49 kiesdistricten zoals die golden voor de federale verkiezingen van 1881 tot en met die van 1887.

Bij deze verkiezingen werden tevens enkele leden van de Kantonsraad direct verkozen door de kiesgerechtigde bevolking. Dit gebeurde via de Landsgemeinde in de kantons Appenzell Ausserrhoden, Obwalden en Nidwalden en voor het eerst ook in Glarus en Uri en verder via directe verkiezing in de kantons Graubünden, Solothurn, Thurgau, Zug en Zürich. In de overige kantons waren de verkiezingen voor de Kantonsraad nog steeds niet geregeld. De kantons hernieuwden vaak het mandaat van hun zittende Kantonsraadsleden, die op verscheidene data werden verkozen door de kantonnale parlementen.
De federale verkiezingen van 1887 verliepen in een ontspannen sfeer. Voor het eerst sinds de federale verkiezingen van 1878 spelen er geen grote thema's mee in de kiescampagne. Nadat de spanningen afnamen omtrent de Kulturkampf in Zwitserland en omtrent de tegenstelling tussen centralisten en federalisten, groeide er consensus over de nationalisatie van de Zwitserse spoorwegen, de oprichting van een Zwitserse Nationale Bank en het invoeren van een ziektekostenverzekering en een arbeidsongeschiktheidsverzekering.
Net zoals bij de vorige verkiezingen sinds die van 1848, bleven ook nu linkse radicalen voor de veertiende verkiezingen op rij de grootste met 73 zetels en 40,2% van de stemmen voor de Nationale Raad. Hiermee behaalden zij opnieuw een absolute meerderheid. De conservatieve katholieken, die opkwamen als de Conservatieve Unie, behaalden 35 zetels en 28,3% van de stemmen. Evangelisch rechts verhoogde zijn zetelaantal met drie zetels.
Van de 649.229 stemgerechtigde mannen van 20 jaar en ouder namen 359.317 personen deel aan de verkiezingen, wat een opkomst betekende van 55,3%, een daling met 7,8% ten opzichte van de vorige verkiezingen.
De hoogste opkomst werd genoteerd in het kanton Schaffhausen, waar door de opkomstplicht in dit kanton 95,5% van de kiezers een stem uitbracht. In Zug nam slechts 18,5% van de kiezers deel aan de verkiezingen, de laagste procentuele opkomst in deze verkiezingen.

## Resultaat
|  | Strekking/partij     | Ideologie                                          | Zetels Nationale Raad | Zetels Kantonsraad |
|  | -------------------- | -------------------------------------------------- | --------------------- | ------------------ |
|  | linkse radicalen     | radicalen, radicaal-democraten, centrumlinks       | 73                    | 17                 |
|  | Conservatieve Unie   | conservatieve katholieken, rechts                  | 35                    | 18                 |
|  | gematigde liberalen  | liberalen, gematigden, liberaaldemocraten, centrum | 19                    | 4                  |
|  | Democratische Partij | links                                              | 14                    | 3                  |
|  | evangelisch rechts   | conservatieve protestanten, rechts                 | 4                     | 1                  |
|  | onafhankelijken      | onafhankelijk                                      | 0                     | 1                  |